# Lala Mustafa Pasha-moskén
Lala Mustafa Pasha-moskén (turkiska: Lala Mustafa Paşa Camii), tidigare Sankt Nicholas katedral, är en moské i Nicosia i Nordcypern som 
byggdes mellan 1298 och 1312 i gotisk stil och konsekrerades som katedral år 1328. 
Moskén, som är Nicosias största byggnad, har drag av katedralen i Reims i Frankrike, och har kallats "Cyperns Reims".
Under osmanernas anfall på Famagusta utsattes  katedralen för kraftig beskjutning och skadades. De översta delarna av klocktornen, som sedan tidigare hade skador efter en jordbävning, reparerades inte och när katedralen omvandlades till en moské uppfördes en minaret ovanpå ett av tornen. Den gotiska strukturen behölls, men 
glasmålningarna och all inredning togs bort och freskomålningarna kalkades över. Moskén kallades först  "Mağusa Ayasofya Cami" (Sankt Sophia-moskén i Famagusta), men år 1954 fick den namn efter den osmanska storvesiren Lala Mustafa Pasha. 